# نيجي هيوغا
نيجي هيوغا (باليابانية: 日向ネジ) هو شخصية خيالية في سلسلة أنمي ومانغا ناروتو، وهو أحد أفراد فريق مايت غاي وزميل لناروتو. ينتمي إلى عشيرة الهيوغا وهو ابن عم هيناتا هيوغا. بامتلاكه لعين البياكوغان، فقد أصبح سيدًا في قتال المدى القريب؛ لكنه على عكس هيناتا، فإن عينه تُختم فور موته مما جعله يشعر بالعنصرية من عائلته. اشترك في العديد من المهام منها استرجاع ساسكي ومطاردة إيتاتشي واشترك في الحرب الرابعة تحت لواء الفرقة الثانية مع ابنة عمه هيناتا. يتسم بأنه حاد الطباع، لايتكلم كثيرا وهو ذكي وسريع الفهم وقد مات في حرب النينجا العظمى الرابعة عندما حاول حماية ناروتو من هجوم أسلوب الخشب الذي نفذه أوبيتو بواسطة الجيوبي.

## الأداء الصوتي
- مؤدي الصوت باليابانية: كويتشي توتشيكا.
- مؤدي الصوت بالعربية: عادل أبو حسون.

## بطاقة التعريف
| المعلومات الشخصية |

| الانتماء |

| العائلة المعروفة |

## قصة الشخصية
كان نيجي برتبة الجينين في بدايةِ سلسلة الأنمي، نيجي هيوغا كان المجنّد الجديد الذي يحتل المركز الأول بين خريجي العام الذي تخرج فيه من أكاديمية الننجا. بالإضافة إلى كونه الأقوى والأكثر موهبةً بين كلّ جينين كونوها الذين قاموا بحضور امتحان التشونين أثناء الجزءِ الأولِ للسلسلة، وأوّل هم أَنْ يُصبحوا جونين. نيجي مُدِحَ كعبقري طبيعي لعشيرةِ هيجا، لكن لا يُمْكِنُه أبَداً قيَاْدَته لأنه عضو البيت الفرعِ. لكنه كما يبدو مستعمل القبضةِ اللطيفة الأكثر مهارة في السلسلةِ، على الرغم مِنْ هذه ذلك. على الرغم من أن التقنياتِ الأقوى لهذا الأسلوبِ تبقى عادة ضمن البيتِ الرئيسيِ، لكن نيجي تَعلّمَها خلال الملاحظةِ البسيطةِ.
نيجي في نفس فريقِ الجينين مع روك لي وتنتن، ومعلمهم الجونين مايت غاي. نيجي وروك لي بينهما تنافس طويل مستمر، الذي كما هو الحال في التنافس بين غاي وكاكاشي- يجيء في الغالب من جانبِ لي. لي، الذي يُحاربُ ضدّ مصيرِه كشينوبي عديم القيمة كُلّ حياته، يحاولُ بأقصى جهده أَنْ يُثبتَ نفسه إلى العالم بشكل عامِ ونيجي بشكل خاص. هَزأَ نيجي بحلم لي بأن يُصبحَ شينوبي جيد في الماضي، قائلا أن الواحد لا يَستطيعُ الوقوف ضدّ المصير، لكن بعد هزيمةِ نيجي أمام ناروتو، يَبْدو أنْ أثارَ عزيمة لي. تنتن تظهر في أغلب الأحيان في مُنَاوَشَة مَع نيجي، التي تتضمّنُ أن تينتين عادة تشْحذُ مهارتَها برَمي الأسلحةِ ونيجي يَحْرف الأسلحةَ. كلاهما في أغلب الأحيان يغتاظان على حد سواء مِنْ انفعالات لي وجي وسلوكهما 'الصبياني'، لكنهما أيضاً يُكرّسان على حد سواء في كفاح من أجل أعضاءِ فريقهم. على الرغم مِنْ رتبتِه، نيجي ما زالَ يَخْرجُ على المهماتِ بفريقِه.
إحدى نتائج فريقِ غاي بأنّهم النموذج الأصلي «للمنافسين الصينيين»، نزعة شائعة في الأنيمي والمانجا الياباني. عِدّة مِنْ تقنياتِ نيجي تحوي لمسات صينية، بالأضافة إلى ملابسَه. يَحْملُ لي تشابه قوي أيضاً إلى بروس لي. تينتين الأكثر شبها بالصينيين من ناحية زيِّها، تصفيفة شعرها، اسمها، هواياتها، أطعمتها المفضّلة، وصوتها عالي النبرة (فكرة شائعة عنْ الشاباتِ الصينياتِ).
وبسبب كونه عضو بيتُ فرعَ، نيجي لا يُمكنُ أَنْ يَكُونَ زعيمَ عشيرتِه، على الرغم مِنْ إجادتِه مِنْ القبضةِ اللطيفةِ وبياكوجان. أبوه، هيزاشي هيجا، على الرغم مِنْ كُونه توأمَ هياشي هيجا، كَانَ قد ولد ثانياً، مما جْعلُه عضو بيتِ فرعِ في طفولتِه، نيجي ما كَانَ عِنْدَهُ شيء ضدّ العائلةِ الرئيسيةِ لأنه كان صغير جداً لأنْ يَفْهمُ نتائجَ كونه فرد من العائلةَ الفرعِ. لكن لما كَبرَ وهو يَرى أبّاه لا يَشْعرُ بشيء سوى كراهية لأَخيه والعائلةِ الرئيسيةِ، أصبح بشكل تدريجي يمتلك الاستياء نفسه. استيائه عمّقَ بينما شَاهدَ أبّاه غاضبا بينما يُراقبُ هيناتا هيجا، بنت هياشي الأكبر ووريث هيجا الرئيسي العائلي، تتدرب مَع أبّيها. هيزاشي عَرفَ بأنّ ابنَه، نيجي، لَنْ يَكُونَ وريثَ عشيرتِه. لدى اكتشافه لمشاعرِ هيزاشي العدائية، نشّطَ هياشي الختم المَلْعُون على هيزاشي، ليَضِعُ أَخَّاه في ألمِ هائلِ يمهاجمة أعصابه. كَانتْ لقاءَ نيجي الأول بختمِ هيجا المَلْعُون. كل شيء كان على ما يرام حتى حادثةِ معاهدةِ السلام بين أرضِ البرقِ وكونوها، على أية حال، حين أصبحَ نيجي حقاً مَنْ الشخص الذي ظَهرَ بامتحاناتِ تشيونين، القريتان، التي كَانتا في حالة حرب مع بعضهم البعض، قرّرَتا تَوْقيع معاهدةَ، ولهذا الممثلين مِنْ أرضِ البرقِ وَصلوا في نفس اليوم، في نفس الوقت تماماً الختم الملعون نفسه الذي عذّبَ أبّاه وُضِعَ على نيجي. وفي تلك الليلة، حاولَ السفير مِنْ أرضِ البرقِ اختطاف هيناتا، كاشفاً أن النيةَ من «المعاهدةِ» كانت لدُخُول أرضِ النارِ ومعرفة سِرَّ البياكوجان. إكتشفَ هياشي الدخيلَ وقَتلَه حالاً، الذي جعل أرضِ البرق تطالب بالقصاص وذلك بتسليمهم جثّةِ هياشي. ذلك اليومِ أُرسلَ أبّ نيجي إلى موتِه بدلاً مِنْ هياشي، ونشأ نيجي على اعتقاد بأنّ أبّاه أُرسلَ ضدّ رغبته لحِماية سِرِّ خط دم العشيرةِ هيجا. هذه السلسلةِ مِنْ الأحداثِ أوصلتْه إلى حدّ الاعتقاد بأنّ مستقبل شخصِ يقرر مِنْ الولادةِ وذلك ما كان هناك طريقَ لهُرُوب أَو تَغيير القدرِ، جْعله ذلك شخصَية حاقدة على البيتِ الرئيسيِ.

### إسترجاعِ ساسكي
فيْ وقتٍ لاحق، انضم نيجي إلى فرقةِ شيكامارو نارا (حيث تشْملُ ناروتو أوزوماكي، كيبا إنوزكا، تشوجي أكيميتشي، ولاحقاً روك لي وغارا وكانكورو وتيماري) في المهمّةِ التيْ فشلتْ لمَنْع ساسكي يوتشيها مِنْ عبورِ حدودِ أرض النارِ وأرضِ الصوتِ والتي يسيطرُ عليها أوروتشيمارو. يُواجهُ كيدومارو أحد خماسي قرية الصوت، مخاطرًا بحياتَِهِ لأجلِ رفاقِهِ، مُتحمّلاً إصاباتٍ حرجةٍ، ويصل لنقطة تَبْعُدُ بِضْعَ إنْشاتٍ مِنَ الموتِ (عندما تلقّى ضربةِ عن قصد بسهمِ كيدومارو لكي يتمْكِنُ أَنْ يُوجّهَ تشاكراه خلال الخيطِ الذي يُوجِهَُ السهمِ، لكي يَقْتلَه)، يَبْقى على قيد ويرجعُ الجميل فيْ ذلكَ إلى المعالجةِ مِن قِبل فريق النينجا الطبي الذي بُعَثَ فوراً.
أثناء القتالِ ضدّ كيدومارو، شعر لأول مرّة كَيفَ يكون الشعور عندما تكون في الطرفِ المُتضرر بشكل يائس، بالإضافة إلى أن خصمك يتهكّمِ ويَسْخرُ مِنْ حالتِكَ اليائسةِ، كما عمل هو لكل من لي، هيناتا، وناروتو. يرفضُ نيجي التخلي عن المعركة ويُناضلُ بتصميمٍ مستميت تمامًا كما عملوا عندما واجهوا نيجي السابقِ، وهذا الذي مكّنه من الخروج منتصرًا في النهاية. نيجي يوضحُ لكيدومارو بأنّ هناك سببًا معيّنًا لكونه لا يَستطيعُ أنْ يخسرَ. يشير إلى كلمات ناروتو الأخيرةِ إليه بعد أن هزمَهُ فيْ امتحانِ التشونين:«على العكس مني، أنتَ لَسْتََ فاشلاً» يعني أن نيجي يَجِبُ أَنْ لا يَعترضَ على مصيرِه لأنه في الحقيقةَ نيجي كان ممتازًا منذُ أنْ ولدَ. يَأْخذُ نيجي تلك الكلماتِ كإلهام ليُعلنُ بأنّه لا يَستطيعُ أنْ يخسرَ لأنه دائماً كانَ يُدْعِى بالعبقري، وهناك ناس يَعتمدونَ عليه كعبقري، وهو لا يَستطيعُ خَذْلهم. يتبع نيجي كلامه بأنّه إذا كان هناك من يستطيع أَنْ يُنقذَ ساسكي مِنَ الظلامِ، فهو ناروتو، لأن ناروتو أخذ بيده أيضاً مِنْ الظلامِ.

## القوة والتقنيات

### البياكوغان

عين البياكوجان التي تعتبر أهم سمات عشيرة الهيوغا

وهي عين تعتمد على رؤية خط التشاكرا وتدميره وهي أقوى من عين شارينقان.
أمهر مستخدم لها نيجي هيوجا وبعض المهارة إكتسبها لأن بعض المهارة للأسرة الأصل وهو من أسرة الفرع إكتسب المهارة من مراقبته لتدريب الأسرة الأصل.
تعتبر هذه العيْنُ هي أهَمّ أسرار عائلةِ هيوجا. بحيث أن أفراد تلك العائلةِ تمتلك عينا بيضاء لوا يظهرُ البؤبؤُ فيها. منَ الملفتِ للانتباهِ أنّ مَجالُ الرؤيةِ هو 360 درجةٍ تقريبًا معَ وجودِ نقطةٍ عمياءٍ والتيْ لا يمكنُ للبياكوغان رؤيةُ ما يقعُ فيْ هذهِ النقطةِ. تمكنُ البياكوغان صاحبَها مِنْ رُؤيةِ مَجرى الشاكرا فِيْ الكائناتِ الحيةِ. منْ خصائصِ البياكوغان أنها ترى خلالَ الاجسامِ؛ أيْ انهُ يمكنُكَ أنْ ترى بها ما وراءَ عدةِ جدرانٍ. ولا يمكن إيقافها. المدى الطبيعي للبياكوغان هو حوالي 50 متر، ولكن نيجي بعد الققزة الزمنية في السلسلة أستطاع أن يرى أشياء بمدى يقارب الثمانمئة متر. وعندما يدربُ صاحبُها عينَهُ أكثرَ فإنّهُ يَستَطيعُ رؤيَةَ نِقاطِ الشاكرا لدى الخصمِ. لِكيْ يَستطيعَ إغلاقَهأ الشنوبي بأسلوبِ القبضةِ الناعمةِ وبالتاليْ لا يتمكنُ الخصمُ منَ استخدامِ الجتسوهاتِ المعتمدةِ على الشاكرا.

### القبضة الناعمة

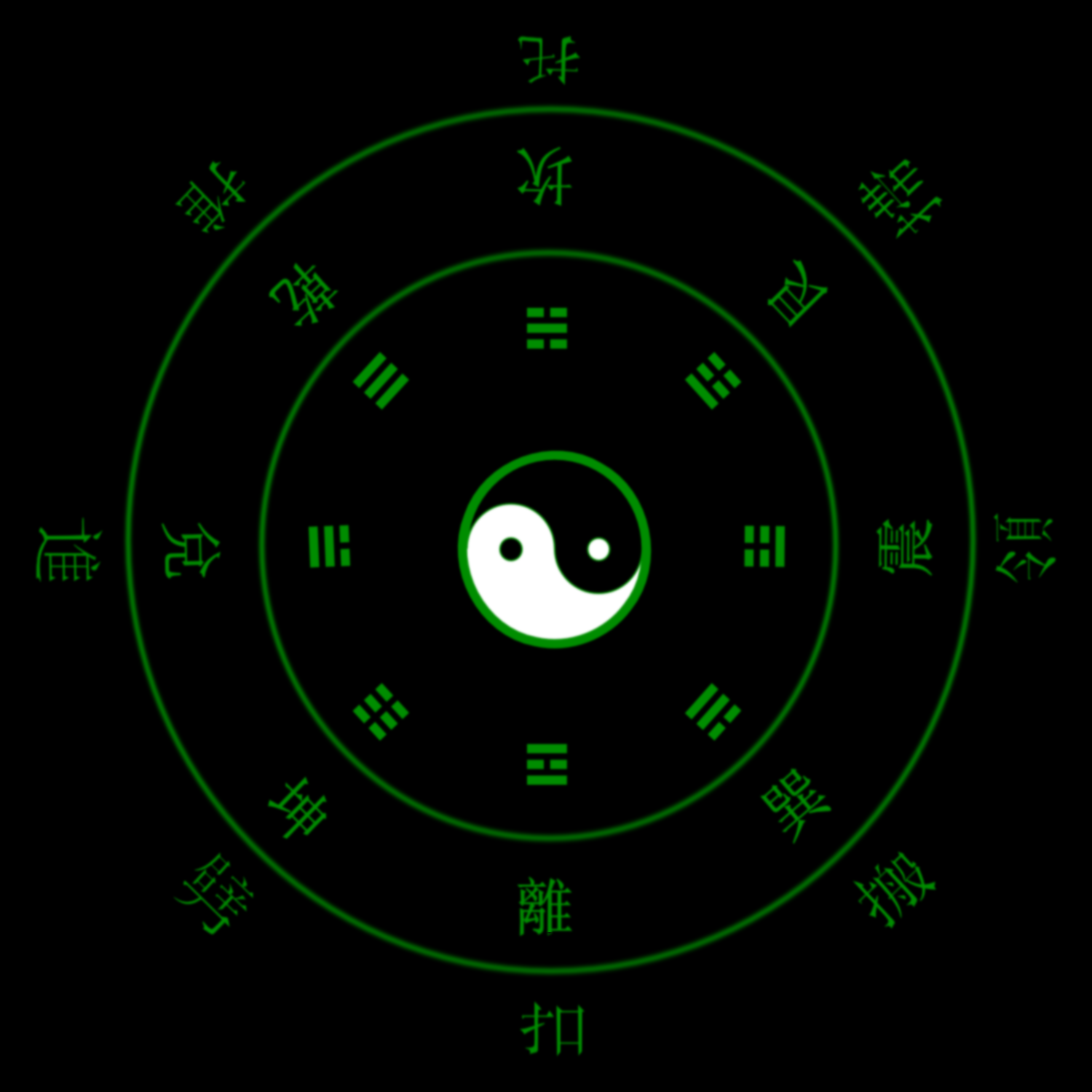
دائرة الجوكن

وهي معروفة باسم الجوكن (柔拳) باليابانية، وهي من أهم تقنيات نيجي، الفكرة في أسلوبِ القبضة الناعمة هيَ إلحاقُ الضَرَرِ بالجهازِ الدوري للتشاكرا داخل الجسم، بذلكَ يَمْنعُ الخصمَ منِ استعمالِ التشاكرا. ويتمُ ذلكَ بدخول بعض مِنْ التشاكرا الخاصةِ بالمستخدمِ إلى الجهازِ الدوري لتشاكرا الخصمِ محدثًا ضررًا للنقطةِ المُسْتَهْدفةِ ثم يعطّلُها. هذا النوعِ مِنْ تقنيةِ التايجتسو على النقيضِ من التايجوتسو التدميري- والذي يستندُ على قوَّةِ عضلاتِ المستخدمين- يمكن أن يُستَعملَ لإحداثِ ضَرَرٍ بالأعضاءِ الداخليةِ للخصمِ بدلاً مِنْ إلحاق سَحْقٍ واضحٍ. إذا كانَ المستخدمِ خبيرًا بما فيه الكفاية، يُمْكِنُهُ أَنْ يُحطّمَ خصمَه حتى بأقلِ لمسةٍ بهذا الأسلوبِ. لكونِ جهازِ الشاكرا الدوري مخفيًا، يتطلب استخدام البياكوجان مع هذا الأسلوب لكي يُستَعملَ بفعاليةٍ.

### هكيشو كايتن
هذا الأسلوب من أساليب الدّفاع القوّية والذيْ ينافسُ أسلوبَ غارا فيْ استخدامِ الرملِ للدفاعِ. يقومُ المستخدمُ لهذا الاسلوبِ بالدورانِ بقوة كبيرة حول نفسِه مع اطلاق كميات ضخمة من الشاكرا الخاصة به من نقاط الشاكرا في جسمِه ليصد أي جسم يقترب منهُ. ويلاحظ أنّ الجسمَ الذي يدخلُ مجالَ هذهِ التقنيةِ يلحقُ بهِ الضررُ. ويُعتبرُ هذا الاسلوبُ أحدَ تقنياتِ القبضةِ الناعمة.

### هكي روكوجيونشو
هو هجومٌ متقدّمٌ مِنْ أسلوبِ القبضةِ اللطيفةِ. يَتألفُ منَ العديد مِنْ ضرباتِ القبضة اللطيفةِ المتتاليةِ تُهدّفُ لإغلاقِ أكثرَ منْ أربعةٍ وستّين نقطَةِ تشاكرا في جسمِ الخصمِ؛ لتحيلَ الخصمَ غيرَ قادرٍ على إسْتِعْمال تشاكراه. تنفذُ في سرعةِ متزايَدَة تَبْدأُ مِنْ اثنان، أربعة، ثمانية، ثمّ ستّ عشْرة ضربة، ثمّ، اثنان وثلاثون حتى يَصلْ إلى أربعٍ وستّين ضربةٍ.

## روابط خارجية
- هيوجا نيجي على موقع ناروتو بيديا